# Little House on the Prairie
Little House on the Prairie é uma série de televisão americana produzida pela NBC, de 11 de Setembro de 1974 até 21 de Março de 1983. Entre 1982 e 1983, a série foi reintitulada Little House: A New Beginning. A série era uma adaptação livre dos livros de Laura Ingalls Wilder com o mesmo título.

## Sinopse
Uma família branca de proscedência anglo-saxônica tenta sobreviver em uma região selvagem, enfrentando animais perigosos, ameríndios, o clima e toda sorte de perigos. Essa família chama-se Ingalls e é formada por Charles Ingalls, sua esposa Caroline e as filhas Mary, Carry e Laura. O ano era 1870, o local, o oeste bravio dos Estados Unidos, o motivo, a colonização de terras inexploradas e a conquista de um lugar entre a sociedade estadounidense. No século XIX, o governo em Washington estimulou a população a migrar para as terras ''selvagens" do oeste do país, tentando assim, diminiur a concentração de habitantes anglófonos apenas na Costa Atlântica ou zona Central das planícies, arrasada pela Guerra de Secessão, e também para tentar garantir que potências estrangeiras não invadissem as terras isoladas até a Costa do Pacífico. Havia problemas constantes envolvendo rebeldes mexicanos que recusavam-se a aceitar as perdas territoriais decorrentes da guerra Mexicano-Estadounidense (1846-1848), e que na série se apropriavam de tudo o que encontravam. 
A famosa frase "Vá para o Oeste" ecoou por todo o país e milhares de famílias foram tentar a sorte numa área carente de estruturas, mas lotada de ameríndios e animais selvagens, que até então, colono nenhum imaginaria encontrar pelo caminho. A família Ingalls teve que enfrentar tudo isso. A série foi criada em 1974 e ficou no ar até 1983 pela NBC americana, com um total de 183 episódios. Como a série se passa em torno de 1870, a violência do período pregresso é ignorada, visando uma fórmula leve e romanceada, destinada a crianças, mas focada num ideal civilizatório anglocêntrico e pautada na ética protestante.

## Elenco

### Principal
- Michael Landon - Charles Phillip Ingalls - Um dos primeiros moradores de Walnut Grove, casado com Caroline de quem teve cinco filhos: Mary, Laura, Carrie, Charles e Grace (1974-1982)
- Karen Grassle - Caroline Lake Quiner Ingalls - Esposa de Charles Ingalls (1974-1982)
- Melissa Sue Anderson - Mary Amelia Ingalls Kendall - Filha mais velha de Charles e Caroline Ingalls (1974-1981)
- Melissa Gilbert - Laura Elizabeth Ingalls Wilder - A narradora frequente dos episódios e filha de Charles e Caroline Ingalls (1974-1983)
- Lindsay e Sidney Greenbush (gémeas idênticas) - Caroline Celestia "Carrie" Ingalls - Filha de Charles e Caroline Ingalls (1974-1982)
- Matthew Laborteaux - Albert Quinn Ingalls - Filho adoptivo de Charles e Caroline Ingalls (1978-1983)
- Richard Bull - Nelson "Nels" Oleson - Proprietário da mercearia e restaurante em Walnut Grove (1974-1983)
- Katherine MacGregor - Harriet Oleson - Esposa de Nels Oleson (1974-1983)
- Alison Arngrim - Nellie Oleson - Filha mais velha de Nels e Harriet Oleson (1974-1981)
- Jonathan Gilbert - Willie Oleson - Filho mais novo de Nels e Harriet Oleson (1974-1981)
- Kevin Hagen - Dr. Hiram Baker - O médico de Walnut Grove
- Dabbs Greer - Reverendo Robert Alden - O pastor de Walnut Grove
- Victor French - Isaiah Edwards - Melhor amigo de Charles e Laura Ingalls (1974-1977, 1979, 1981-1983)
- Dean Butler - Almanzo James Wilder - Marido de Laura Ingalls (1979-1983)
- Merlin Olsen - Jonathan Garvey - Grande amigo de Charles Ingalls (1977-1981)
- Linwood Boomer - Adam Kendall - Marido de Mary Ingalls (1978-1981)
- Wendi e Brenda Turnbaugh (gémeas idênticas) - Grace Ingalls - Filha mais nova de Charles e Caroline Ingalls (1977-1982)

## Transmissão no Brasil e em Portugal

### Brasil
Foi ao ar pela Rede Record com o título Os Pioneiros.

### Portugal
Em Portugal, a série foi legendada em português e intitulada por Uma Casa na Pradaria. Estreou na RTP1 no dia 7 de Janeiro de 1984 às 13h10 como parte da rúbrica infantil Grão a Grão. Foi exibida todos os sábados e termina no dia 06-10-1984. Repete em 1994 na TVI e depois mais tarde na SIC Sempre Gold. Volta a repetir em 2024 na RTP Memória.